# 금곡면
금곡면(金谷面)은 대한민국 경상남도 진주시의 면이다. 넓이는 39.86km2이고, 인구는 2007년 기준으로 2,870명이다.

## 행정 구역
- 가봉리(佳峰里)
- 검암리(儉岩里)
- 동례리(東禮里)
- 두문리(斗文里)
- 성산리(省山里)
- 송곡리(松谷里)
- 인담리(仁潭里)
- 정자리(亭子里)
- 죽곡리(竹谷里)